# Pacte de Famille
Pacte de Famille (francoska izgovorjava: [pakt də famij], družinski pakti; špansko Pacto de Familia) je ena od treh ločenih, a podobnih zavezništev med bourbonskimi kralji Francije in Španije. V okviru španska nasledstvene vojne, ki je na španski prestol pripeljala francosko hišo Bourbonov, sta Španija in Francija sklenili vrsto sporazumov, ki niso združili obeh prestolov, vendar so omogočili sodelovanje na določeni podlagi.
Družinski pakti (1733–1789) so bili trije dogovori tekom 18. stoletja med špansko in francosko monarhijo usmerjeni proti Kraljevini Velike Britanije in Avstriji. Vsi kralji, ki so podpisali te dogovore, so bili potomci francoske dinastije Burbonov, zato tako ime teh paktov. Prva dva pakta sta bila podpisana za časa vladanja španskega kralja Filipa V, tretji pa je bil podpisan v obdobju kralja Karel III. Španski.

## Prvi pakt
Prvi pakt sta 7. novembra 1733 podpisala kralja Filip V. Španski in Ludvik XV. Francoski v mestu El Escorial. Filip V., vnuk Ludvika XIV. Francoskega, se je povzpel na španski prestol leta 1700. Bil je prvi španski kralj iz dinastije Burbonov, po tem, ko je veja Habsburžanov po smrti Karla II leta 1700 izumrla. Njegovemu pričetku vladanja je sledila španska nasledstvena vojna, ki se je končala s Rastattsko pogodbo (1714) in Utrechtski mirom. S tem je Španija izgubila veliko ozemlja na Nizozemskem in v Italiji, ki si jih je polastila Avstrija. Izgubila pa je tudi Menorco, Gibraltar in Terronovo, ki so šle pod angleško oblast. Ludvik XV, nečak Filipa V, je bil poročen s poljsko princeso Marijo Leščinsko, hčerko kralja Stanislava Leščinskega. To je povzročilo, da se je Francija pridružila poljski nasledstveni vojni (1733–1738).
Oba kralja sta se s prvim paktom zoperstavila Avstriji. Filip je želel nazaj ozemlje v Italiji, ki ga je izgubil med špansko nasledstveno vojno. Ludvik pa je iskal okrepitev za pomoč kralju Stanislavu Leščinskemu. Ludviku in Stanislavu ni uspelo obnoviti njegovega vladanja. Po drugi strani pa je španski kralj pridobil Neapelj, predsedstvo Toskane in Sicilije, kjer je za kralja imenoval svojega sina Karla (bodoči kralj Karel III. Španski).

## Drugi pakt
Drugi pakt je bil podpisan 25. oktobra 1743 v Fontainebleauju in sicer med avstrijsko nasledstven vojno. Tako kot pri prvem dogovoru sta bila podpisnika Filip V. Španski in Ludvik XV. Francoski. 
Po smrti kralja Filipa V Španskega leta 1746, je novi kralj Ferdinand VI. Španski uvedel politiko nevtralnosti med Kraljevino Velike Britanije in Kraljevino Francije. Okrepil je svojo floto, da bi se izognil temu, da bi bil primoran vstopiti v vojno. Razrahljal je drugi družinski pakt, kar ga je oprostilo pomoči Francije v njenih vojnah. Za razliko je Združeno kraljestvo sprejelo opustitev monopolskega dogovora med špansko krono in različnimi trgovci za pravico do zagotavljanja afriških sužnjev kolonijam v španski Ameriki (Asiento de Negros).
Po zaslugi tega dogovora, in s pomočjo Aachenskega miru, je Španiji uspelo dobili dve vojvodini Parme, Plasencio in Guastallo. Kralj je ta ozemlja podaril sinu Filipu, ki je leta 1748 prevzel njihovo vladanje.

## Tretji pakt
Kralj Karel III. Španski (1759–1788) se je vrnil k vojaško usmerjeni politiki proti Kraljevini Velike Britanije. Njegov namen je bil ponovno osvojiti Gibraltar in Menorko, zato je podpisal tretji družinski pakt. S tem je Španija vstopila v zadnjo fazo Sedemletne vojne med Francijo in Anglijo, na stran Francije. Kot posledica izgube te vojne je Španija utrpela hude izgube. Zahodno in Vzhodno Florido je morala prepustiti Veliki Britaniji, Sacramento v Urugvaju pa Portugalski. Kljub veliko izgubam pa ji je Francija dala Louisiano.

## Vsebina dogovora
Jerónimo Grimaldi, s strani Španije, in vojvoda Choiseul, s strani Francije, sta podpisala pakt v imenu svojih kraljev. Podpisan je bil 15. avgusta 1761 v Parizu. Glavno vodilo dogovora je bilo, da kdor napade eno kraljestvo, prav tako napade tudi drugo. Obe kraljestvi bosta imeli interese zaveznice za svoje interese.

### Glavne točke dogovora
Če gre katera od držav v vojno z neko tretjo državo, ta lahko zahteva vojaško pomoč pod naslednjimi pogoji:
- V treh mesecih po tem, ko je ena od držav podpisnic zaprosila za podporo, bi morala druga država poslati 12 linijskih ladij in 6 fregat, ki bi bile na voljo državi prosilki;

- Če bi bila Španija tista, ki bi prejela zahtevo, bi morala Franciji poleg zgoraj omenjene flote poslati še 10.000 vojakov pehote in 2000 konjenikov. Če bi bilo obratno, bi Francija morala Španiji poslati 18.000 vojakov pehote in 6000 konjenikov (razlika v številu vojakov je zaradi velikosti vojske vsake države);

- Te enote bi bile ves potreben čas na razpolago na obali države, ki bi pomoč potrebovala;

- Država v vojni ne potrebuje obrazložitve, zakaj je za pomoč zaprosila. Zadostuje prošnja za pomoč;

- Vojne, v katere bi bila Francija lahko vključena zaradi sporazumov, sklenjenih z Vestfalskim mirom, ali drugih zavezništev, bi bile izvzete iz zgornjih točk, razen v primeru kopenskega napada na Francijo, ko bi ji morala pomagati Španija;

- Mirovni sporazumi s skupnimi sovražniki morajo biti sklenjeni sporazumno: v mirovnih in vojnih razmerah je treba obe monarhiji, Španijo in Francijo, v celotnem obsegu njunih ozemelj obravnavati, kot da tvorita eno in isto oblast.

Filip Parmski je bil zaradi sorodstva z obema podpisnikoma vključen v pakt na strani Španije. Tretje države, katerih monarhi niso pripadali hiši Burbonov, k temu paktu ne bi mogle pristopiti. Španski državljani na francoskem ozemlju bi bili izvzeti iz uporabe francoskega zakona o tujcih ter iz obdavčitve trgovine in dediščine; prav tako bi bili upravičeni do uporabe svoje zastave; francoski državljani na španskem ozemlju in v Parmi bi bili obravnavani enako. Pogodba bi veljala, dokler bi špansko in francosko krono zasedali monarhi iz družine Burbonov.
Sporazum naj bi 25. avgusta 1761 v San Ildefonsu ratificirala španski kralj in 21. avgusta istega leta v Versaillesu francoski kralj. Leta 1768 naj bi se ta pakt razširil na plovbo in pomorsko trgovino.

## Obnovitev pakta
Leta 1779 je bil tretji pakt preko Pogodbe iz Aranjueza obnovljen. Španija se zoperstavi Veliki Britaniji v osamosvojitveni vojni Združenih držav Amerike (1775–1783). V vojno vstopi leta 1779, kjer ponovno osvoji Menorko in obe Floridi.

## Konec družinskih paktov, francoska revolucija in obnovljeno zavezništvo
Francoska revolucija leta 1789 doseže vrhunec z obglavljenjem francoskega burbonskega kralja Ludvika XVI, in razglasitvijo prve francoske republike. Glavne evropske monarhije, vključno s Španijo, so oblikovale prvo koalicijo za boj proti francoski nacionalni konvenciji. S tem so se končali prijateljski odnosi med Francijo in Španijo. Kraljeva koalicija je bila poražena in podpisan je bil Baselski mir. 
Teritorialni in kolonialni spori z Britanci so bili priložnost za obnovitev tradicionalnih odnosov med državama, tokrat brez nove družinske pogodbe, saj so bili francoski Burboni odstavljeni. Prva pogodba iz San Ildefonsa, ki jo je leta 1796 podpisal Manuel Godoy, je s francoskim direktorijem sklenila vojaško zavezništvo proti britanskemu imperiju, kar je imelo katastrofalne posledice in je prispevalo k politični oslabitvi španske monarhije in njeni vse večji odvisnosti od Francije. Podrejanje interesov Španije interesom Francije v tem novem obdobju in prihod Napoleona na čelo Francoske republike in njegove diktatorske vlade sta dosegla vrhunec s francosko okupacijo Španije. Tako zelo, da je staro burbonsko prijateljstvo iz 18. stoletja preraslo v sovraštvo v začetku 19. stoletja in vojno za špansko neodvisnost.